# Janusz Rysiński
Janusz (Jan) Rysiński herbu Leszczyc (zm. po 12 sierpnia 1608 roku) – kasztelan kowalski w latach 1577–1608, wojski kaliski w latach 1575–1577.
Poseł brzeski na sejm pacyfikacyjny 1589 roku, podpisał traktat bytomsko-będziński. 
Uczestniczył w zjeździe części szlachty województw wielkopolskich w Kole 10 sierpnia 1590 roku. 